# Alan John Percival Taylor
Alan John Percival Taylor, angleški zgodovinar, predavatelj in akademik, * 25. marec 1906, † 7. september 1990.
Taylor je deloval kot profesor zgodovine na Univerzi v Oxfordu in bil dopisni član Slovenske akademije znanosti in umetnosti (od 6. junija 1983).